# Svea (Jahrbuch)

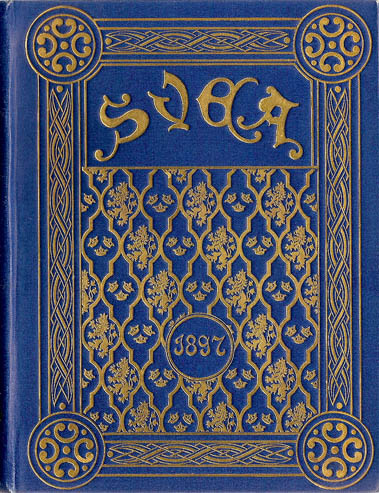
Umschlag von Svea Nummer 53 des Jahres 1897, gedruckt 1896

Svea, auch Svea Volkskalender, war ein Jahrbuch, das in den Jahren 1844–1907 vom Albert Bonniers Verlag in Stockholm herausgegeben wurde.

## Geschichte
Die Nummer eins des Svea trug die Jahresnummer 1845 und war ähnlich den deutschen Volkskalendern (z. B. Deutscher Volkskalender von Friedrich Wilhelm Gubitz oder Sächsischer Volkskalender von Karl Gustav Nieritz) das größte und populärste Jahrbuch, das im 19. Jahrhundert in Schweden herausgegeben wurde. Die Ausgaben erschienen jedes Jahr um Weihnachten. Wie die meisten Volkskalender dieser Zeit, wurde eine Mischung aus literarischen Debüts, Poesie, Reiseberichten, Essays, kulturellen, historischen, technischen und künstlerischen Artikeln veröffentlicht. Viele namhafte schwedische Schriftsteller publizierten im Svea, z. B.
- August Strindberg (sieben Beiträge 1881, 1884, 1887, 1889, 1896, 1903 und 1905).
- Selma Lagerlöf
- Victor Rydberg
- Frans Hedberg
- Bernhard Elis Malmström
- Talis Qualis
- Magnus Jacob Crusenstolpe
- Oscar Levertin

Nach 1900 hatte der Kalender gegen eine immer stärker werdende Konkurrenz zu kämpfen. Die neuen Blätter waren aus illustratorischer Sicht imponierender, hatten ein größeres Format und benutzten neue Reproduktionsmethoden. Mit Erscheinen der 64. Ausgabe (Jahrgang 1908) musste trotz Versuchen, durch Verminderung von Umfang und Preis den ursprünglichen Charakter des billigen Volkskalenders zu erhalten, die Produktion von Svea eingestellt werden.
Der größte Konkurrent von Svea war der Kalender Nornan.